# El Nihuil
El Nihuil es una localidad y distrito ubicado en el departamento San Rafael de la provincia de Mendoza, Argentina. 
Se halla en el extremo oriental del Embalse El Nihuil, desarrollándose como una villa turística sobre dicho lago artificial, aprovechando también el atractivo del Cañón del Atuel. Su principal vía de comunicación es la Ruta Provincial 173 que la vincula al norte con San Rafael; la Ruta Provincial 180 por su parte la vincula al sur con el Departamento Malargüe.

## Toponimia
"Nihuil" es una voz que proviene de la lengua Günün a yajüch del Pueblo Günün a küna (coloquilamente llamados Pampas Hets o Tehuelches septentrionales) que dice münü "estar", wü es un instrumental y la terminación ül =al da la idea de largo; el todo dice münüwül "estadero, permanecedero" lo que puede traducirse al español como "apeadero". Estos "apeaderos" son comunes hablando de la misma lengua en las provincias del Chubut, Río Negro y Buenos Aires. Algunos eran usados por los trashumnates günün a küna para hacer un alto en la travesía para luego continuar la marcha hasta su destino.

## Historia
La villa surgió en 1912 cuando el gobernador de Mendoza Rufino Ortega ordenó instalar una posta de carretas en el camino entre San Rafael y Malargüe. 
En 1947 se terminó la construcción del embalse, para aprovechar tanto el agua para riego como la caída para generación de electricidad. Por la construcción se asentaron temporalmente operarios de Chile, Bolivia, Italia y España, algunos de sus descendientes todavía habitan la localidad. El año siguiente se instaló la primera escuela primaria.

## Sismicidad
La sismicidad del área de Cuyo (centro oeste de Argentina) es frecuente y de intensidad baja, y un silencio sísmico de terremotos medios a graves cada 20 años.
Sismo de 1861aunque dicha actividad geológica catastrófica, ocurre desde épocas prehistóricas, el terremoto del 20 de marzo de 1861 (163 años) señaló un hito importante dentro de la historia de eventos sísmicos argentinos ya que fue el más fuerte registrado y documentado en el país. A partir del mismo la política de los sucesivos gobiernos mendocinos y municipales han ido extremando cuidados y restringiendo los códigos de construcción. Y con el terremoto de San Juan de 1944 del 15 de enero de 1944 (81 años) los gobiernos tomaron estado de la enorme gravedad sísmica de la región.
Sismo del sur de Mendoza de 1929muy grave, y al no haber desarrollado ninguna medida preventiva, mató a 30 habitantes
Sismo de 1985fue otro episodio grave, de 9 s de duración, derrumbando el viejo Hospital del Carmen de Godoy Cruz.

## Parroquias de la Iglesia Católica
| Diócesis  | San Rafael |
| --------- | ---------- |
| Parroquia | Cristo Rey |